# Никола Минчев (политик)
Вижте пояснителната страница за други личности с името Никола Минчев.
Никола Минчев (на македонска литературна норма: Никола Минчев) е югославски комунистически партизанин и политик от Социалистическа република Македония.

## Биография
Роден е през 1915 година в Кавадарци в семейството на дългогодишния български учител Борис Минчев. По професия е учител.
Включва се в комунистическата съпротива през 1941 година и по време на Втората световна война е член на местния комитет на ЮКП в Кавадарци, командир на Тиквешкия народоосвободителен партизански отряд „Добри Даскалов“ и командир на Трета оперативна зона на НОВ и ПОМ. Избран е за член на Първото заседание на АСНОМ.
След войната е член на ЦК и на Политбюро на ЦК на КПМ, на Централния комитет на СКЮ. Минчев е пръв министър на просветата на Демократична федерална Македония (от 1945), член на парламентите на Народна република Македония и Федерална народна република Югославия. Министър на финансите на Югославия (1958 – 1962).
Минчев е председател на Изпълнителния съвет (министър-председател) на Социалистическа Република Македония (1965 – 1968), след което е председател на Събранието на СРМ от 23 септември 1968 до 6 май 1974 г. Член е на Председателството на СФРЮ (1971 – 1974), а до 1983 г. е член на Съвета на федерацията. Умира в Скопие на 6 април 1997 година. Носител на Партизански възпоменателен медал 1941 година.